# Cannabinol
El cannabinol —CBN— es un cannabinoide no psicotrópico que se encuentra en Cannabis sativa. También es un metabolito de tetrahidrocannabinol (THC). CBN actúa como un agonista débil en los receptores CB1 y CB2, con menor afinidad en comparación al THC.
Como sucede con muchos otros cannabinoides, el CBN surge del CBGA. De manera natural, la planta de cannabis produce enzimas que convierten el CBGA en uno de los tres cannabinoides más importantes: CBCA, CBDA y THCA. La exposición prolongada del THCA al aire causa la pérdida de moléculas de hidrógeno, oxidándolo y convirtiéndolo en CBNA, la forma ácida del CBN. Si el CBNA es sometido al calor o a rayos ultravioleta, se descarboxila y se convierte en CBN.